# Penrith Castle
Penrith Castle är ett slott i Storbritannien.   Det ligger i grevskapet Cumbria och riksdelen England, i den centrala delen av landet, 400 km nordväst om huvudstaden London. Penrith Castle ligger 144 meter över havet.
Terrängen runt Penrith Castle är platt åt nordost, men åt sydväst är den kuperad. Runt Penrith Castle är det ganska glesbefolkat, med 24 invånare per kvadratkilometer. Närmaste större samhälle är Penrith, 0,62 km norr om Penrith Castle. Trakten runt Penrith Castle består i huvudsak av gräsmarker.